# Balamory
Balamory er en britisk tv-serie for børnehavebørn. Serien er produceret af BBC, og de i alt 254 afsnit blev optaget mellem 2002 og 2005. Serien er baseret på det fiktive ø-samfund Balamory i Skotland. Størstedelen af serien er optaget i byen Tobermory på øen Mull.
Hver af hovedpersonerne i serien har deres eget hus med sin særlige farve. Farven på huset svarer, med få undtagelser, til farven på det tøj de har på.